# 近江知永
近江 知永（おおみ ともえ、Tomoe Ohmi、1982年10月13日 - ）は、埼玉県出身の声優、歌手、舞台女優、フリーアナウンサー。

## 経歴
少女時代に憧れていた職業は漫画家、看護士だった。小さい頃までアニメは、そのキャラクター自身が喋っているのだと思っていたという。中学時代「それは声優が話してるんだよ」と言われ、ショックを受けたという。その後は友人と架空のラジオ番組を作り、録音して遊んだり、漫画本をセリフっぽく読み合わせをして、その声を録音したりしていたという。毎回、スピーカーから聞こえる自分の変な声に驚き、そんな遊びに楽しさを覚えたのがきっかけで声優を目指そうと考えたという。
またテレビアニメ『マクロス7』を見て声優を目指したという。
日本ナレーション演技研究所・RAMS Professional Educationを経てラムズに所属し、テレビアニメ『スクールランブル』で声優デビューを果たす。
2005年、ラジオ『奥井雅美 O-Live』にて行われた「アニメロミックスオーディション」に勝ち抜き、奥井雅美プロデュースのもと、シングル『ウタカタ』で、歌手デビューを果たす。
2008年7月、ラムズを退所。フリーランスとして活動を開始する。
2009年4月、エム・フレンズ(現FIRE WORKS)の所属となる。2013年1月、FIRE WORKSを退所。再びフリーとして活動を開始。
2014年、原田謙太（元Rey）との2人でボーカルユニット「AFIVE」を2014年12月26日に阿佐ヶ谷ロフトAにて開催した「おーみ&はらけん新ユニット設立総会」にて結成。
2016年3月、株式会社キティの所属となる(後に退所)。
2017年1月27日、芸人のTAIGAと結婚したことを発表。同年4月、東京ハイビームのメンバ―となる。
2018年6月に長男、2021年12月に次男が誕生した。

## 人物
- 兄と妹がおり、妹は既婚で子供がいる。
- 好物はカレーで、自身のブログにて取り上げている。
- 趣味は作詞・ピアノ・ギター・水彩画、特技は水泳・バスケ。
- 年齢に関して、2007年の誕生日直前の自身のブログでマクロスシリーズの開始と同じ、1982年生まれであると明かしている。
- 夫とのコンビ「TAIGAと嫁ちゃん」としてお笑いライブに出演することがある。キングオブコント2019では2回戦に進出している。
- 尊敬する声優は笠原弘子[2]。

## 出演
太字はメインキャラクター。

### テレビアニメ
2004年
- スクールランブル（2004年 - 2006年、城戸円） - 2シリーズ

2005年
- SoltyRei（サラ・レバント）

2006年
- Strawberry Panic（竹村千早、高辻美沙、一年生A、同級生A、下級生〈部員〉、図書部員、女生徒A）
- HANOKA 葉ノ香（カオリ・ハルサキ）
- RAY THE ANIMATION（ONE）

2007年
- スケッチブック 〜full color's〜（佐々木樹々）

2008年
- おねがい♪マイメロディ きららっ★（トマトちゃん）

2010年
- MR.MENショー（サイナンちゃん、いたずらっこちゃん、クスクスちゃん）

2025年
- グリザイア:ファントムトリガー（野上）

### 劇場アニメ
- グリザイア:ファントムトリガー THE ANIMATION（2019年 - 2020年、野上[6]） - 2シリーズ

### Webアニメ
- おんたま!（2009年、東条ヒカリ）

### ゲーム
- アクエリアンエイジ オルタナティブ（2007年）
- シャイニング・フォース フェザー（2009年、サヤカ）
- Yahoo!モバゲー アイコレ（2012年、森下姫子）
- グリザイア:ファントムトリガー（2017年、野上[7]）

### 吹き替え
- インドだぜ!ジョニー・ブラボー（シンキー）
- MR.MENショー（サイナンちゃん、いたずらっこちゃん、クスクスちゃん）

### ナレーション
- アニぱら音楽館内『出前アコギ』
- 奥井雅美シングル『zero-G-』テレビCM
- エーオンアフィニティージャパン株式会社リクルーティングVTR
- 株式会社minimini企業VTR
- Inside XBOX
- 女性×ボートレーサー〜on/off〜
- アイシネン-スペシャルコンテンツ内（3びきのこぶた / アイシネンストーリー）
- 東海のふるさとことば

### ドラマCD
時期不明
- スクールランブル（城戸円）
- “声優”とバーチャルデート2（近江知永の君と二人ではじめてのクッキング）
  - （トラック9） 近江宅 その1
  - （トラック10）近江宅 その2

2004年
- からふるまきあ〜と（MC）

2006年
- SoltyRei（サラ・レヴァント）
- Strawberry Panic（竹村千早）

2007年
- Sketch Book Stories 〜前夜祭〜（佐々木樹々）

### ラジオ
※はインターネット配信。
- サイキックラバーのアニカンRADIO（2005年、ラジオ関西・アニスタ.TV）
- RADIOアニメロミックス（2005年 - 2006年）
- 近江知永の「す」!（2006年 - 2009年）

### テレビ番組
- アニメTV（スタジオゲスト）
- アニメロミックスコマーシャル
- アニぱら音楽館（2006年4月 - 2010年3月、2015年9月4日＃428） - レギュラーメンバー
- 朝まであらびき団SP あら-1グランプリ2018（2018年12月29日、TBSテレビ）※夫のTAIGA、長男とともに出演

### Web番組
- おーみチャンネル（2011年 - 、ニコニコ生放送）

### オリジナルビデオ
- RAY VOL.1-COLD BLOOD-（2005年）※友情出演
- Gift（2006年、森響子）

### PV
- Maze（2009年、savage genius feat.近江知永名義）

### イベント
- 東京ハイビーム・四谷天窓提携企画ロングラン公演『私を殺して...』イベント　東京ハイビームトークショー（2017年10月6日・四谷天窓） - イベントMC

### 舞台
- 東京ハイビームvol.10『SHORT GUN SECOND SHOT』（2016年11月、作：鈴木アツト、笠井健夫、清野拓人、鹿目由紀、吉村ゆう、演出：吉村ゆう）
- 東京ハイビームvol.11『My Sweet Baby』（2017年5月、作・演出：吉村ゆう） - 主演・春野百合子 役
- 東京ハイビーム・四谷天窓提携企画ロングラン公演『私を殺して...』（2017年7月 - 10月、脚本：イ・フングク、脚色・演出：吉村ゆう) - 女役（黒田由祈・江田恵・鈴木みらのとクワトロキャスト）
- グミ東アジア演劇祭公式招聘作品 韓国ツアー『ゴーストよ、こんにちわ』（作・演出：吉村ゆう、 2017年9月6日 - 9月7日釜山 ハンギョルアートホール・2017年9月10日 グミ東アジア演劇祭参加） - 主演・佐竹真理子 役
- 東京ハイビームvol.12『SHORT GUN THIRD SHOT』（オムニバス公演）（2017年12月、作：鈴木アツト・鹿目由紀・清野拓人・中澤功・吉村ゆう、演出：吉村ゆう） - 『天才の推理と凡人の心理』 玲花 役 / 『その扉は開けないで〜Don't open the door〜』 プレゼンテーター役 / 『ゴーストよ、こんにちわ』 主演・佐竹真理子 役

## ディスコグラフィ

### シングル
| 枚  | 発売日         | タイトル             | 規格品番    | 規格品番  | オリコン 最高位 |
| 枚  | 発売日         | タイトル             | 初回 限定盤 | 通常盤    | オリコン 最高位 |
| --- | -------------- | -------------------- | ----------- | --------- | --------------- |
| 1st | 2005年7月27日  | ウタカタ             |             | EVCS-0003 |                 |
| 2nd | 2005年11月23日 | Float 〜空の彼方で〜 | EVCS-0004   | 156位     |                 |
| 3rd | 2006年5月10日  | 夕凪                 | EVCS-0007   | 87位      |                 |
| 4th | 2007年6月20日  | Happy Days           | EVCS-0010   | EVCS-0011 |                 |
| 5th | 2008年11月5日  | 冬の向日葵           |             | EVCS-0014 |                 |
| 6th | 2009年5月13日  | Beloved              | EVCS-0016   | 157位     |                 |
| 7th | 2010年7月28日  | ガールフレンド       | DGES-10001  | 191位     |                 |

### コラボレーション・シングル
| 枚  | 発売日         | タイトル          | 規格品番  | 名義                         |
| --- | -------------- | ----------------- | --------- | ---------------------------- |
| 1st | 2005年12月28日 | エガオヲミセテ    | EVCS-1001 | 阿部玲子・宮崎羽衣・近江知永 |
| 2nd | 2006年8月30日  | ミキサー×マジック | EVCM-1001 | 阿部玲子・宮崎羽衣・近江知永 |

### アルバム
| 枚  | 発売日       | タイトル   | 規格品番    | 規格品番  | オリコン 最高位 |
| 枚  | 発売日       | タイトル   | 初回 限定盤 | 通常盤    | オリコン 最高位 |
| --- | ------------ | ---------- | ----------- | --------- | --------------- |
| 1st | 2009年8月5日 | HAPPY DAYS | EVCA-0012   | EVCA-0013 | 圈外            |

### その他ライブ映像
- アニぱら音楽館 EXTREME LIVE（2007年8月22日）
- Animelo Summer Live 2007 -Generation-A-（2007年11月28日）
- RAMS LIVE FESTIVAL 2007（2008年3月12日）
- Animelo Summer Live 2009 -RE:BRIDGE- 8.23（2010年2月24日）
- 百歌♪SAY!RUN!2010（2010年8月18日）

### その他参加楽曲
| 発売日         | 商品名                                                  | 歌 | 楽曲 | 備考                                                                  |
| -------------- | ------------------------------------------------------- | --- | --- | --------------------------------------------------------------------- |
| 2005年6月24日  | ONENESS                                                 | アニサマフレンズ | 「ONENESS」 | ライブイベント「Animelo Summer Live 2005 -THE BRIDGE-」テーマソング   |
| 2005年6月24日  | ONENESS                                                 | 愛内里菜、石田燿子、近江知永、奥井雅美、can/goo、栗林みな実、下川みくに、松本梨香、水樹奈々、unicorn table、米倉千尋                           | 「ONENESS（♀ Only Vocal Version）」 | ライブイベント「Animelo Summer Live 2005 -THE BRIDGE-」テーマソング   |
| 2007年3月7日   | Go!Go!Paradise!!                                        | 影山ヒロノブ、遠藤正明、サイキックラバー、近江知永                                                                                             | 「Go!Go!Paradise!!〜自分革命〜」 | テレビ番組『アニぱら音楽館』テーマソング                              |
| 2007年6月20日  | Generation-A                                            | アニサマフレンズ | 「Generation-A」 | ライブイベント「Animelo Summer Live 2007 -Generation-A-」テーマソング |
| 2007年6月20日  | Generation-A                                            | ALI PROJECT（宝野アリカ）、近江知永、奥井雅美、栗林みな実、Cy-Rim rev.、松本梨香、樹海、Suara、茅原実里、水樹奈々、m.o.v.e（yuri）、桃井はるこ | 「Generation-A 〜女性 Only Vocal Version〜」 | ライブイベント「Animelo Summer Live 2007 -Generation-A-」テーマソング |
| 2007年11月22日 | Pray For Happiness                                      | 野川さくら、宮崎羽衣、YOFFY & IMAJO、酒井香奈子、井ノ上奈々、近江知永、庄子裕衣、阿部玲子、三好麻美、山村響                                    | 「Pray For Happiness」 | ライブイベント『RAMS LIVE FESTIVAL 2007』テーマソング                 |
| 2007年11月22日 | Pray For Happiness                                      | 野川さくら、宮崎羽衣、YOFFY & IMAJO、酒井香奈子、井ノ上奈々、近江知永、庄子裕衣、阿部玲子、三好麻美、山村響                                    | 「Pray For Happiness（Acoustic Ver.）」 |                                                                       |
| 2008年6月25日  | Tribute to Masami Okui 〜Buddy〜                        | 近江知永 | 「乙女心無限」 |                                                                       |
| 2009年6月3日   | Maze                                                    | savage genius feat.近江知永 | 「Maze」 | テレビアニメ『PandoraHearts』 第1話〜第13話エンディングテーマ         |
| 2009年6月24日  | RE:BRIDGE〜Return to oneself〜                          | | 「RE:BRIDGE〜Return to oneself〜」 | ライブイベント「Animelo Summer Live 2009 -RE:BRIDGE-」テーマソング    |
| 2009年11月25日 | ポレポレいこう                                          | 近江知永、Palette | 「ポレポレいこう」 | テレビアニメ『ご姉弟物語』エンディングテーマ                          |
| 2010年5月5日   | 新・百歌声爛 女性声優編                                 | 近江知永 | 「トライアングラー→花のささやき→風のファンタジア→愛はカッコわるい→スクランブル→Step→truth→電撃戦隊チェンジマン→Precious Memories→LOVEさりげなく」 |                                                                       |
| 2010年8月6日   | B型H系 1 こわいもの知らず(笑)無修正版 DVD・BD封入特典CD | 近江知永 | 「BH〜B型H系〜」 | テレビアニメ『B型H系』挿入歌                                          |
| 2015年8月21日  | こいなかlovers ボーカルミニアルバム                     | 近江知永 | 「オカエリいつも」 | PCゲーム『こいなかlovers』                                            |
| 2015年9月18日  | 姫様LOVEライフ! ボーカル＆サウンドトラックアルバム      | 近江知永 | 「Prayer」 | PCゲーム『姫様LOVEライフ!』                                           |

- ハッピー!クラッピー ハッピー!ソングベスト（2008年3月19日、DVDに収録）
  - 「いちばんえがお」

## ライブ活動

### ソロライブ
| 回数 | 公演年 | 形態 | タイトル                                                      | 公演日・会場                         |
| ---- | ------ | ---- | ------------------------------------------------------------- | ------------------------------------ |
| 1st  | 2009年 | 单発 | アニメロミックスPresents 近江知永 1st Live「Happy Sensation」 | 全1公演：9月22日、Shibuya DESEO      |
| 2nd  | 2010年 | 单発 | 近江知永 2nd Live「Happy Sensation vol.2」                    | 全1公演：9月25日、LIVE-BAR The DOORS |

### ライブイベント
| 公演年 | 形態       | タイトル                                | 公演日・会場                                   |
| ------ | ---------- | --------------------------------------- | ---------------------------------------------- |
| 2005年 | ゲスト出演 | Animelo Summer Live 2005 -THE BRIDGE-   | 全1公演：7月10日、国立代々木競技場・第一体育館 |
| 2005年 | ゲスト出演 | Invitation Live〜gift〜                 | 全1公演：12月31日、渋谷O-EAST                  |
| 2006年 | ゲスト出演 | アニぱら音楽館 EXTREME LIVE             | 全1公演：9月17日、東京メルパルクホール         |
| 2007年 | ゲスト出演 | Animelo Summer Live 2007 -Generation-A- | 全1公演：7月7日、日本武道館                    |
| 2007年 | ゲスト出演 | RAMS LIVE FESTIVAL 2007                 | 全1公演：12月1日、渋谷O-EAST                   |
| 2008年 | ゲスト出演 | アニぱら音楽館 EXTREME LIVE             | 全1公演：5月6日、渋谷O-EAST                    |
| 2009年 | ゲスト出演 | Animelo Summer Live 2009 -RE:BRIDGE-    | 全1公演：8月23日、さいたまスーパーアリーナ     |

## その他

### 書籍
- ライブフォトブック「Return to Love」（2015年）

### 作詞

#### 作詞提供
- Pray For Happiness（2007年、山村響と共同作詞）

### ユニットメンバー
1. ↑  愛内里菜、石田燿子、近江知永、奥井雅美、影山ヒロノブ、can/goo、栗林みな実、下川みくに、JAM Project、鈴木達央、高橋直純、水樹奈々、unicorn table、米倉千尋
2. ↑  ALI PROJECT、近江知永、奥井雅美、栗林みな実、サイキックラバー、Cy-Rim rev.、JAM Project、樹海、Suara、高橋直純、茅原実里、水樹奈々、m.o.v.e、桃井はるこ